# Mâchoiron africain
Espèce
Le mâchoiron africain (Arius africanus) est une espèce de poissons, de la famille des Ariidae. Il vit sur les fonds vaseux des côtes et estuaires d'Afrique de l'ouest.

## Consommation

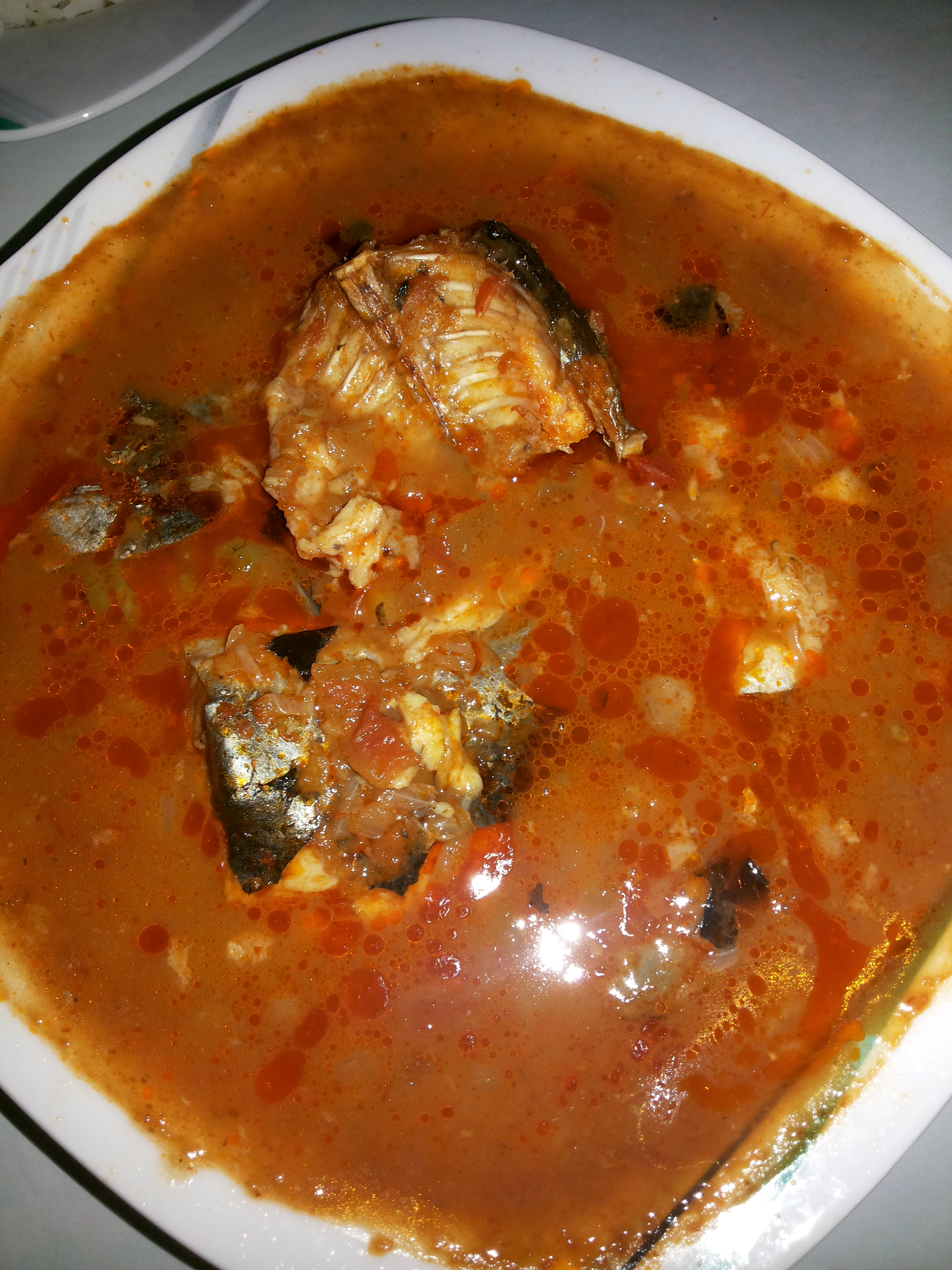
Soupe au mâchoiron
(Côte d'ivoire)